# 優しさと感動のこだま
『優しさと感動のこだま』（やさしさとかんどうのこだま）は、BSフジで2007年4月2日から2008年3月21日まで毎週水曜日と金曜日の20:55 - 21:00（JST）に放送されていた5分間のテレビアニメで、また、スポンサーであるファンケルの創業者、池森賢二の少年時代からファンケル創業25年までに出会った人々などをまとめた本人の経営哲学でもある同名の絵本でもある。ISBN 978-40621-30493
実話を基にしており、一話完結である。

## スタッフ
- 監督：小野勝巳
- シリーズ構成・脚本：山田隆司
- イラストレーション：ふじしま青年
- キャラクターデザイン：丹内司
- アニメーション制作：ぎゃろっぷ
- 制作：電通

## キャスト
- ナレーター：深澤典子

## 放映リスト
1. 豊かな感情に感動
2. お前も一緒に行くんだよ
3. 忘れていた心のゆとり
4. たった一本のハンドクリーム
5. 間に合った誕生日プレゼント
6. 間違いに困って
7. じっと見つめる母子の目
8. 信頼の十五センチ定規
9. やればできるフォークリフト
10. ひとの痛みを知る
11. 私が笑うとあなたも笑う
12. 思いがけない電話
13. 素敵な帽子の思い出
14. ばばちゃんの巾着袋
15. 文化祭の後で
16. それがどうした?
17. おばあちゃんのラブレター
18. のぞみお姉ちゃんの自転車
19. 運転手さんのファインプレー
20. 勇気の花が咲いた
21. 自信をつけた息子
22. 退職しても可愛い社員
23. ぎゅうぎゅう詰め電車の福の神
24. もう一人で大丈夫
25. 手づくりの絵本袋
26. 今夜だけおばあちゃんになるよ
27. どくだみの白い花
28. せんせい、ないしょ話しよ
29. 本気で叱る優しさ
30. ほんの小さな気遣い
31. あこがれの車掌さん
32. こんな時はお互い様
33. 岩と哲にかこまれて
34. 優しい地域の人々
35. いちばん温かかった日
36. 大きな栗の木の下で
37. 五人分のクリスマスケーキ
38. 社会人になりました
39. おじいちゃんのかじかんだ手
40. ひとりだけの卒業式
41. 以心伝心
42. 小さな手のナイト
43. 杖をついた優しい天使
44. あの席はこころの座席
45. 病院の足長おばさん
46. 鬼ヶ島の鬼さんへ
47. 優しさ見つけた
48. 二人分の優しさ
49. 娘の優しさに反省
50. 千羽鶴の祈り